# Língua aguana
O aguano é uma língua extinta que se falou no Peru.
Em 1959 ficavam 40 famílias do grupo étnico, que já não falavam o aguano, mas o quíchua, no povoado de Santa Cruz de Huallaga, no curso sob o rio Huallaga e durante a alta do rio Samiria, tributários do rio Marañón.